# Secera și ciocanul

Simbolul "secerii și ciocanului", așa cum apare pe steagul Uniunii Sovietice

Simbolul "secerii şi ciocanului", aşa cum apare pe steagul Partidului Comunist Român

Simbolul "secerii şi ciocanului", aşa cum apare pe steagul Partidului Comunist Chinez

Secera și ciocanul este un simbol folosit pentru reprezentarea comunismului și a partidelor comuniste. Imaginea celor două unelte suprapuse simbolizează alianța politică dintre țărănime și proletariatul industrial. 
Simbolul secerii și ciocanului este foarte cunoscut datorită încorporărării sale în steagul roșu al Uniunii Sovietice. Simbolul secerii și ciocanului este folosit și pentru alte steaguri sau embleme.

## Utilizarea sovietică și rusă

Simbolul secera şi ciocanul de pe logo-ul Aeroflotului

Secera și ciocanul a evoluat din simbolul original plugul și ciocanul, cu aceeași semnificație. Deși este cunoscut încă din 1917, când era folosit pentru diferite insigne ale Armatei Roșii și ale Gărzilor Roșii simbolul "plugul și ciocanul", "secera și ciocanul" a devenit oficial numai din 1922. 
Secera și ciocanul (în limba rusă: серп и молот (serp i molot)) a fost unul dintre simbolurile RSFS Ruse și unul dintre simbolurile Armatei Roșii create în 1918. 
Anumiți antropologi au afirmat că acest simbol, la fel ca altele utilizate în Uniunea Sovietică, era de fapt un simbol rus-ortodox preluat de Partidul Comunist pentru a hrăni nevoile religioase pe care comunismul încerca să le extirpeze prin introducerea unei noi "religii" de stat.  Simbolul ar fi fost o permutare a crucii duble ortodoxe ruse. 
Mai târziu, simbolul "secera și ciocanul" a fost folosit pe steagul Uniunii Sovietice adoptat în 1923, folosirea fiind oficializată prin Constituția sovietică din 1924, după 1924 fiind folosit și pentru steagurile republicile Uniunii Sovietice. Mai înainte de anul 1924, republicile unionale aveau steaguri roșii pe care erau supraimprimate cu litere aurii numele respectivei republici, după cum stipula Constituția sovietică din 1918. 
- Stema Uniunii Sovietice și stemele republicilor sovietice foloseau simbolul "secerii și ciocanului", simbol care apărea și pe insigna Steaua roșie a uniformei militare sovietice.

- "Secera și ciocanul" face parte și din logo-ul companii aeriene sovietice Aeroflot, logo rămas neschimbat chiar și în condițiile în care epoca comunismului a apus de multă vreme în Rusia.
- Серп и Молот (Serp i Molot) este numele unei uzine metalurgice din Moscova.
- Serp i Molot este și numele unei stații de cale ferată pe linia Moscova – Gorki.

Partidele comuniste afiliate la Comintern sau Cominform, (cele de orientare moscovită),  sau cele de orientare chineză, au avut tendința să folosească simbolul "secerii și ciocanului" sau derivate ale acestuia pentru logourile lor. Chiar și partidele comuniste care s-au opus Moscovei sau Beijingului au folosit de cele mai multe ori simbolul "secerii și ciocanului", ori variante ale acestuia. 
Practic, indiferent de orientare, logoul "secera și ciocanul" a devenit simbolul aproape tuturor partidelor comuniste. 
- Printre steagurile unităților administrative ale Federației Ruse se numără și cazul unic al celui al regiunii Briansk, care include și "secera și ciocanul".

Steagul Partidului Naţional Bolşevic

Partidul Național Bolșevic din Rusia folosește un steag bazat pe drapelul Germaniei Naziste, la care svastica a fost înlocuită "secera și ciocanul".

## Statut legal
Utilizarea acestui simbol în scopuri politice este interzisă prin lege în Republica Moldova. Vladimir Voronin a calificat legea drept o „aiureală ordinară” care  „miroase a fascism” și nu are „perspective istorice”. De asemenea este interzis în Ungaria, Lituania și Polonia.
O lege similară a fost luată în considerare în Estonia, dar în cele din urmă a eșuat într-o comisie parlamentară. Miniștrii de externe din Lituania, Letonia, Bulgaria, Ungaria, România și Republica Cehă au solicitat o interdicție la nivelul Uniunii Europene privind simbolurile comuniste în 2010, cerând UE „să incrimineze aprobarea, negarea sau deprecierea crimelor comunismului” și au afirmat că „negarea unor astfel de infracțiuni ar trebui să fie tratate în același mod ca și negarea Holocaustului și trebuie să fie interzisă prin lege”.

## Alte simboluri similare

Steagul Angolei până în 1975.

Stema Germaniei Răsăritene.

Steagul Partidului Muncitoresc Coreean.

Unele simboluri au anumite asemănări stilistice cu "secera și ciocanul". Este cazul steagul Angolei, al Partidului Comunist din SUA și cel al logoului sidicatului britanic al muncitorilor din transporturi. 
Variații ale temei sculelor încrucișate includ simbolul Partidului Muncitoresc Coreean (ciocanul, pensula și sapa), vechiul simbol al Partidului Laburist Britanic (spada, facla și sapa), simbolul Albaniei comuniste (târnăcopul și pușca) și cel al Republicii Democrate Germane (ciocanul și compasul). 
Republica Orientului Îndepărtat folosea simbolul "ancorei și târnăcopului", care reprezenta uniunea minerilor și marinarilor. 

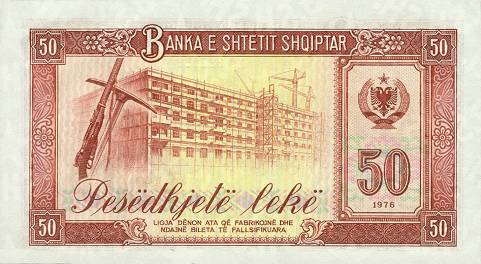
Bancnotă albaneză din 1976 cu simbolul "puşca şi târnăcopul"

Partidul Comunist din Guadelupa folosește litera "G" desenată în așa fel încât să semene cu "secera și ciocanul". .

Partidul Comunist Britanic folosește simbolul "ciocanul și porumbelul". Desenat în 1988 de  Mikhal Boncza, simbolul subliniază dorința de pace a partidului. 
Stema Austriei are un vultur care ține în gheare un ciocan, respectiv o seceră, (uneltele nu sunt încrucișate). Deși nu are nicio legătură cu comunismul, cele două scule reprezintă cele două clase sociale importante din momentul conceperii stemei – muncitorii și țăranii.  

Internaționala a IV-a, de orientare troțkistă, folosește "secera și ciocanul", peste care este suprapusă cifra "4".